# Old Man of the Lake

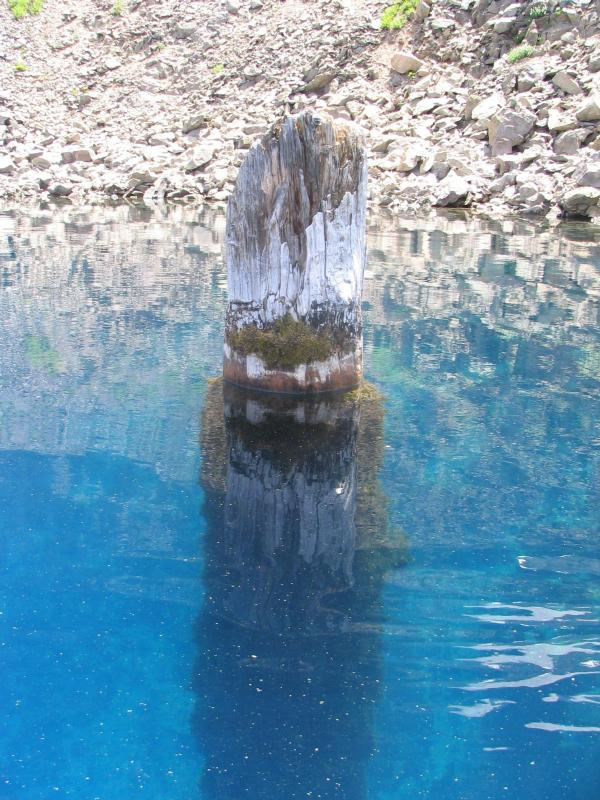
"Ông già của hồ nước" ("Old Man of the Lake") vào năm 2013.

Old Man of the Lake (tạm dịch: Ông già của hồ nước) là một thân gỗ nổi dựng đứng trong hồ Crater ở nam trung bộ Oregon, tây Hoa Kỳ, từ năm 1896. Thân gỗ này có chiều dài khoảng 30 foot (9 m), phần thân gỗ nhô lên khỏi mặt nước dài 1,2m và có đường kính khoảng 60 cm. Thân gỗ luôn nhấp nhô theo chiều dọc thẳng đứng trong nước. Bề mặt của thân gỗ đã bị tẩy trắng do các yếu tố môi trường xung quanh tác động trong một thời gian dài trên 120 năm. Phần thân gỗ nổi trên mặt nước cũng bị bào mòn theo thời gian, nó có độ rộng đủ để nâng nổi cho một người khi đứng. Từ lâu, hồ Crater và thân cây "Ông già của hồ nước" đã được các du khách khi đến Oregon coi là điểm tham quan thú vị. Họ cho rằng thân cây "Ông già" là một nhân vật và là nhân chứng lịch sử gắn liền với địa danh hồ Crater nổi tiếng.

## Lịch sử
Tác giả Joseph S. Diller khi xuất bản cuốn sách về địa chất đầu tiên về hồ Crater vào năm 1902, đây cũng là năm mà khu vực hồ Crater được công nhận là công viên quốc gia. Trong cuốn sách, ngoài việc mô tả các công việc của mình, Joseph S. Diller còn mô tả ngắn gọn về một thân cây gỗ lớn mà ông đã tìm thấy trong hồ vào sáu năm trước đó. Vì vậy, có thể khẳng định thân gỗ "Ông già" đã xuất hiện ở hồ Crater vào khoảng năm 1896. Do đó, chỉ tính khi thân gỗ được Joseph S. Diller phát hiện cho đến nay (năm 2016), thân gỗ đã tồn tại và nổi trên mặt nước được trên 120 năm.

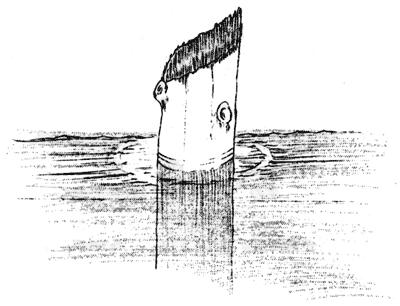
Một bức phát họa về "Old Man of the Lake", Ông già của hồ nước, được xuất bản vào năm 1938

Năm 1988, các nhà khoa học đã điều khiển một tàu ngầm nhỏ lặn sâu xuống hồ để tìm hiểu về thân cây Ông già và những hoạt động bí ẩn của nó. 
Bằng phương pháp định vị Carbon, các nhà khoa học đã xác định được tuổi của thân gỗ Old Man khi đó ít nhất 450 năm tuổi.

## Thân gỗ di chuyển
Năm 1896, Joseph S. Diller sau khi quan sát thân gỗ ông nghĩ rằng mình có thể thực hiện một chuyến du lịch nhỏ thú vị đặc biệt cho thân gỗ bằng cách buộc sợi dây xung quanh thân gỗ và kéo nó đi ở khoảng cách ngắn. 5 năm sau, Joseph S. Diller khi quan sát lại the Old Man thì thấy nó đã di chuyển được 1⁄4 dặm (400 m) so với vị trí mà ông đã ghi nhận trước đó vào năm 1896. Bức ảnh đầu tiên biết đến ghi lại hình ảnh của thân gỗ cũng được chụp trong khoảng thời gian này.
Theo kết quả của một cuộc điều tra của Washington, D.C. với dự án ghi lại các vị trí của thân cây The Old Man đã được tiến hành từ 01 tháng 7 và 30 tháng 9 năm 1938. Những quan sát này chỉ ra rằng thân gỗ đã di chuyển với chiều dài khá lớn, và đôi khi với tốc độ đáng ngạc nhiên. Trong thời gian quan sát vào năm 1938, "ông già" đã di chuyển được ít nhất là 62,1 dặm (tức 99,9 km). Quãng đường di chuyển của thân gỗ dài nhất xảy ra vào những ngày có gió và sóng mạnh.

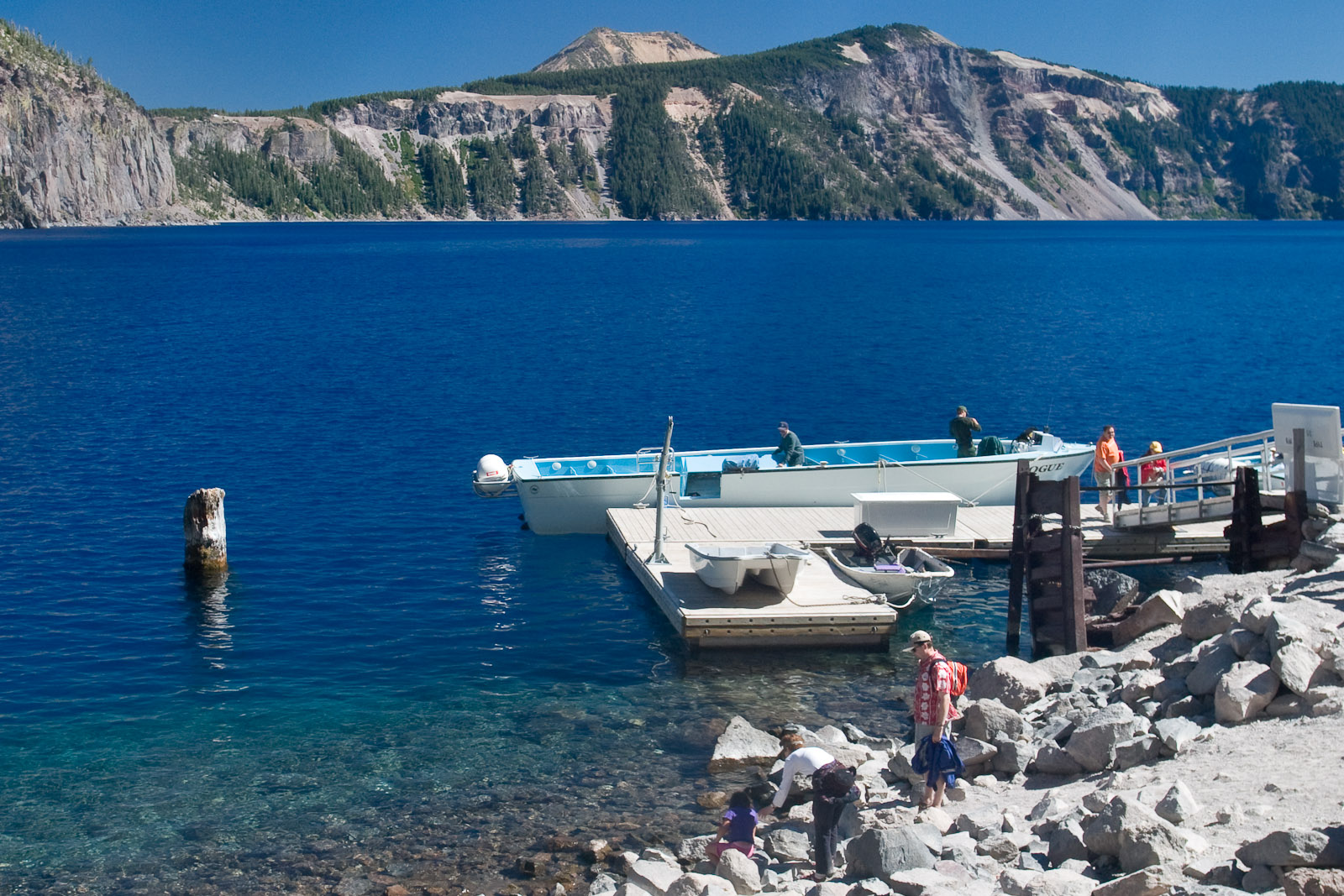
Thuyền đậu tại Cleetwood Cove còn thân gỗ the Old Man ở bên trái

Bởi vì thân gỗ ông già có thể di chuyển ở bất kỳ vị trí nào ở trên hồ, nên việc đảm bảo an toàn cho tàu thuyền khi di chuyển trên hồ là một vấn đề được chính quyền đề cặp đến.
Sau khi hoàn tất các nghiên cứu ở thân gỗ vào năm 1988, các nhà khoa học đã kết luận, thân gỗ Ông già là một mối nguy hiểm cho việc đảm bảo an toàn hàng hải. Chính quyền khi đó đã quyết định buộc dây để kéo The Old Man về phía đông của đảo Wizard rồi neo tại đảo Wizard. Tuy nhiên, theo lời kể của người dân nơi đó, ngay khi chính quyền và các nhà khoa học tiến hành buộc dây và kéo thân cây đi, bầu trời lập tức vần vũ mây đen, báo hiệu một cơn bão ập đến. Ngay lập tức, mọi người phải "thả" Ông già ra. Và mây đen cũng biến mất sau đó.

## Các giả thuyết
Có người cho rằng thân gỗ này được bật ra từ một vụ phun trào hay các hoạt động khác của núi lửa, giống với trường hợp những thân cây nằm trên hồ Spirit gần núi lửa Helens sau khi được bật ra khỏi lòng đất từ vụ phun trào núi lửa vào năm 1980. Tuy nhiên, các thân cây thông thường sẽ chỉ nổi được vài năm, sau đó sẽ lại chìm xuống nước hoặc chịu tác động của các ngoại lực do môi trường xung quanh và thời tiết rồi sẽ bị mục rữa dần. Riêng thân cây Ông già này thì sau hàng trăm năm vẫn còn nổi mà không hề bị mục hay bị sóng đánh vỡ dù không được bảo quản bởi bất kỳ điều gì nhân tạo. Để giải thích cho việc này, một số nhà khoa học đã đưa ra giả thuyết rằng: do nước hồ quá lạnh nên thân cây được bảo quản tốt, đồng thời do tỉ lệ phần chìm của thân cây so với phần nổi quá cân bằng, do đó thân cây không bị chìm mà luôn dựng đứng liên tục. Hiện vẫn chưa có lời giải thích chính thức nào cho hiện tượng lạ lùng này của thân gỗ. 

## Điểm đến du lịch
Từ tháng 1 năm 2012, nhiều tour du lịch bằng thuyền đã thường xuyên chở khách đến để tham quan The Old Man trong chuyến hành trình quanh hồ Crater và Oregon, Nhiều du khách cảm thấy rất thú vị khi đứng trên thuyền và có thể nhìn thấy toàn bộ phần chìm dưới nước của thân gỗ. Các du khách cho rằng thân cây "Ông già" cũng là phần lịch sử thú vị cùng tạo nên sự nổi tiếng của địa danh hồ Crater khiến nhiều người biết đến nơi này.